# Chế độ chính trị

Công dân thế giới sống dưới các chế độ chính trị khác nhau, theo định nghĩa của Polity IV.

Trong chính trị, chế độ (tiếng Anh: regime hoặc régime) là hình thức của chính phủ hoặc tập hợp các quy tắc, chuẩn mực xã hội, văn hóa, v. v., có khả năng điều chỉnh sự hoạt động của một chính phủ hoặc thể chế chính trị và các tương tác của nó với xã hội.

## Sử dụng
Trong khi từ nguyên "régime" có nguồn gốc như một từ đồng nghĩa cho bất kỳ loại hình chính phủ nào, cách sử dụng hiện đại của từ này mang một ý nghĩa tiêu cực, ngụ ý một chế độ độc tài của chính phủ hoặc chính phủ chuyên chế. Định nghĩa của Webster nói rằng từ régime chỉ đơn giản dùng để chỉ một hình thức chính phủ, trong khi Từ điển tiếng Anh Oxford định nghĩa regime là "một chính phủ, đặc biệt là một chính phủ chuyên chế".
Cách sử dụng học thuật hiện đại của thuật ngữ này rộng hơn so với cách sử dụng phổ biến và báo chí, nó có nghĩa là "một tầng lớp trung gian giữa chính phủ (đưa ra các quyết định hàng ngày và dễ thay đổi) và nhà nước (là một bộ máy quan liêu phức tạp được giao nhiệm vụ với một loạt các chức năng cưỡng chế)." Nói cách khác, các chế độ chính trị (regime) có thể được định nghĩa là một tập hợp các giao thức và chuẩn mực được gắn liền trong các thể chế hoặc các thực hành được thể chế hóa—chính thức như các nhà nước hoặc không chính thức như "chế độ thương mại tự do"—được ban hành công khai và tương đối lâu dài.